# Bruant cendrillard
Emberiza caesia
Espèce
Statut de conservation UICN

 LC  : Préoccupation mineure

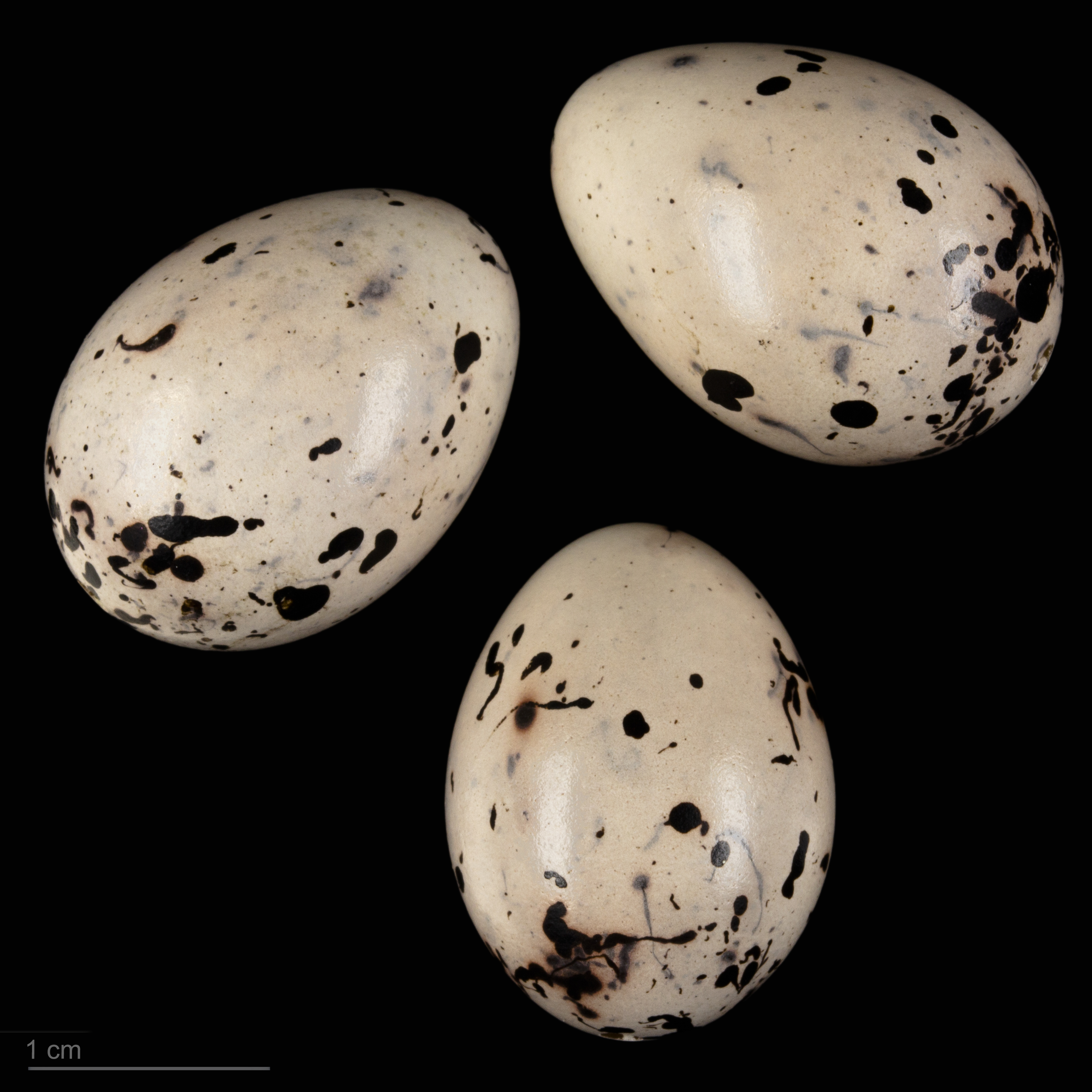
Oeufs de Emberiza caesia - Muséum de Toulouse

Le Bruant cendrillard (Emberiza caesia) est une espèce de passereau appartenant à la famille des Emberizidae.